# Hyperdasysella arundinicolor
Hyperdasysella arundinicolor är en fjärilsart som beskrevs av Walsingham 1907. Hyperdasysella arundinicolor ingår i släktet Hyperdasysella och familjen fransmalar. Inga underarter finns listade i Catalogue of Life.